# Monochamus camerunensis
Monochamus camerunensis är en skalbaggsart som beskrevs av Aurivillius 1903. Monochamus camerunensis ingår i släktet Monochamus och familjen långhorningar.
Artens utbredningsområde är Gabon. Inga underarter finns listade i Catalogue of Life.